# Eccellenza Basilicata 2006-2007
Il campionato italiano di calcio di Eccellenza regionale 2006-2007 è stato il sedicesimo organizzato in Italia. Rappresenta il sesto livello del calcio italiano. Questi sono i gironi organizzati dal comitato regionale della regione Basilicata.

## Stagione

### Novità
Dal campionato di Eccellenza Basilicata 2005-2006 era stato promosso in Serie D lo Sporting Genzano, mentre il Miglionico, il Lauria Mercure e il Cogliandrino erano stati retrocessi nel campionato di Promozione Basilicata. Dal campionato di Promozione Basilicata 2005-2006 erano stati promossi in Eccellenza il Basilicata, il Forza Matera, lo Sporting Montalbano e la Murese Aurora, classificatisi nelle prime quattro posizioni. Dalla Serie D 2005-2006 nessuna squadra lucana era stata retrocessa.
Il Ruggiero di Lauria e l'Uria si sono fuse dando vita alla "A.C. Ruggiero di Lauria A.S.D." con sede a Lauria.

### Formula
Le 18 squadre partecipanti disputano un girone all'italiana con partite di andata e ritorno per un totale di 34 giornate. La prima classificata viene promossa in Serie D. Le squadre classificate dal secondo al quinto posto sono ammesse ai play-off per decretare quale squadra partecipa agli spareggi nazionali per la promozione in Serie D. Le ultime due classificate vengono retrocesse direttamente nel campionato di Promozione. Le squadre classificate dal tredicesimo al sedicesimo posto sono ammesse ai play-out per decretare due retrocessioni in Promozione.

## Squadre partecipanti
| Squadra                          | Città (provincia)       | Stagione 2005-2006           |
| -------------------------------- | ----------------------- | ---------------------------- |
| A.S. Angelo Cristofaro           | Oppido Lucano (PZ)      | 3º in Eccellenza Basilicata  |
| Pol. Atella Monticchio           | Atella (PZ)             | 15º in Eccellenza Basilicata |
| A.C. Atletico Marconia           | Marconia (MT)           | 12º in Eccellenza Basilicata |
| Avigliano Calcio PZ              | Avigliano (PZ)          | 2º in Eccellenza Basilicata  |
| Pol. AZ Picerno                  | Picerno (PZ)            | 9º in Eccellenza Basilicata  |
| A.S.D. Basilicata                | Pignola (PZ)            | 1º in Promozione Basilicata  |
| A.S. Brienza Calcio              | Brienza (PZ)            | 8º in Eccellenza Basilicata  |
| Pol. Comprensorio Sport Pisticci | Pisticci (MT)           | 11º in Eccellenza Basilicata |
| Ferrandina Calcio                | Ferrandina (MT)         | 10º in Eccellenza Basilicata |
| A.C. Forza Matera                | Matera                  | 2º in Promozione Basilicata  |
| A.C. Horatiana Venosa            | Venosa (PZ)             | 6º in Eccellenza Basilicata  |
| U.S. Irsinese                    | Irsina (MT)             | 5º in Eccellenza Basilicata  |
| Pol. Moliterno                   | Moliterno (PZ)          | 14º in Eccellenza Basilicata |
| F.C. Murese 2000 Aurora          | Muro Lucano (PZ)        | 4º in Promozione Basilicata  |
| A.C. Ricigliano                  | Muro Lucano (PZ)        | 13º in Eccellenza Basilicata |
| A.C. Ruggiero di Lauria A.S.D.   | Lauria (PZ)             | 7º in Eccellenza Basilicata  |
| Sporting Montalbano              | Montalbano Jonico (MT)  | 3º in Promozione Basilicata  |
| C.S. Vultur                      | Rionero in Vulture (PZ) | 4º in Eccellenza Basilicata  |

## Classifica finale
Fonte: sito FIGC LND Comitato Regionale Basilicata.
|  | Pos. | Squadra             | Pt | G  | V  | N  | P  | GF | GS | DR  |
|  | ---- | ------------------- | -- | -- | -- | -- | -- | -- | -- | --- |
|  | 1.   | Horatiana Venosa    | 80 | 34 | 24 | 8  | 2  | 79 | 28 | +51 |
|  | 2.   | Atella Monticchio   | 67 | 34 | 20 | 7  | 7  | 64 | 39 | +25 |
|  | 3.   | Avigliano Calcio PZ | 66 | 34 | 19 | 9  | 6  | 55 | 26 | +29 |
|  | 4.   | Ricigliano          | 60 | 34 | 16 | 12 | 6  | 45 | 22 | +23 |
|  | 5.   | Vultur Rionero      | 59 | 34 | 16 | 11 | 7  | 46 | 26 | +20 |
|  | 6.   | Brienza             | 58 | 34 | 15 | 13 | 6  | 50 | 31 | +19 |
|  | 7.   | Angelo Cristofaro   | 53 | 34 | 15 | 8  | 11 | 54 | 48 | +6  |
|  | 8.   | Ruggiero di Lauria  | 51 | 34 | 13 | 12 | 9  | 46 | 35 | +11 |
|  | 9.   | Irsinese            | 50 | 34 | 13 | 11 | 10 | 53 | 40 | +13 |
|  | 10.  | Murese 2000 Aurora  | 47 | 34 | 12 | 11 | 11 | 53 | 45 | +8  |
|  | 11.  | Forza Matera        | 41 | 34 | 11 | 8  | 15 | 41 | 48 | -7  |
|  | 12.  | AZ Picerno          | 40 | 34 | 11 | 7  | 16 | 27 | 41 | -14 |
|  | 13.  | Sporting Montalbano | 35 | 34 | 9  | 8  | 17 | 31 | 50 | -19 |
|  | 14.  | Ferrandina          | 34 | 34 | 9  | 7  | 18 | 24 | 43 | -19 |
|  | 15.  | Atletico Marconia   | 32 | 34 | 8  | 8  | 18 | 35 | 53 | -18 |
|  | 16.  | Pisticci            | 31 | 34 | 8  | 7  | 19 | 34 | 57 | -23 |
|  | 17.  | Moliterno           | 31 | 34 | 7  | 10 | 17 | 40 | 54 | -14 |
|  | 18.  | Basilicata          | 3  | 34 | 0  | 3  | 31 | 8  | 99 | -91 |

Legenda:
      Promossa in Serie D 2007-2008
      Ammessa ai play-off nazionali
 Ammessa ai play-off o ai play-out
      Retrocessa in Promozione 2007-2008
Note:
Tre punti a vittoria, uno a pareggio, zero a sconfitta.

## Spareggi

### Play-off

#### Semifinali
|                     | Risultati |                     | Luogo e data   |
| ------------------- | --------- | ------------------- | -------------- |
| Vultur Rionero      | 1 - 0     | Atella Monticchio   | 6 maggio 2007  |
| Atella Monticchio   | 0 - 0     | Vultur Rionero      | 13 maggio 2007 |
|                     |           |                     |                |
| Ricigliano          | 0 - 1     | Avigliano Calcio PZ | 6 maggio 2007  |
| Avigliano Calcio PZ | 1 - 0     | Ricigliano          | 13 maggio 2007 |
|                     |           |                     |                |

#### Finale
|                     | Risultati |                | Luogo e data            |
| ------------------- | --------- | -------------- | ----------------------- |
| Avigliano Calcio PZ | 2 - 1     | Vultur Rionero | Potenza, 20 maggio 2007 |
|                     |           |                |                         |

### Spareggio per il 16º posto
|          | Risultati |           | Luogo e data                        |
| -------- | --------- | --------- | ----------------------------------- |
| Pisticci | 2 - 1     | Moliterno | Francavilla in Sinni, 6 maggio 2007 |
|          |           |           |                                     |

### Play-out

#### Semifinali
|                     | Risultati |                     | Luogo e data   |
| ------------------- | --------- | ------------------- | -------------- |
| Pisticci            | 0 - 0     | Sporting Montalbano | 13 maggio 2007 |
| Sporting Montalbano | 0 - 0     | Pisticci            | 20 maggio 2007 |
|                     |           |                     |                |
| Atletico Marconia   | 1 - 1     | Ferrandina          | 13 maggio 2007 |
| Ferrandina          | 0 - 0     | Atletico Marconia   | 20 maggio 2007 |
|                     |           |                     |                |

#### Finale 1º-2º posto
|                     | Risultati |            | Luogo e data                      |
| ------------------- | --------- | ---------- | --------------------------------- |
| Sporting Montalbano | 2 - 0     | Ferrandina | Montalbano Jonico, 27 maggio 2007 |
|                     |           |            |                                   |

#### Finale 3º-4º posto
|          | Risultati |                   | Luogo e data             |
| -------- | --------- | ----------------- | ------------------------ |
| Pisticci | 2 - 3     | Atletico Marconia | Pisticci, 26 maggio 2007 |
|          |           |                   |                          |

L'Atletico Marconia è stato successivamente retrocesso nel campionato di Promozione poiché dalla Serie D è stato retrocesso lo Sporting Genzano dopo i play-out. Di conseguenza, lo Sporting Montalbano e il Ferrandina hanno raggiunto la salvezza, rendendo ineffettivo lo spareggio.